# Борщовка (Сокольский район)
Борщовка — деревня в Сокольском районе Вологодской области.
Входит в состав Биряковского сельского поселения, с точки зрения административно-территориального деления — в Биряковский сельсовет. Расположена к югу от автодороги А123.
Расстояние по автодороге до районного центра Сокола — 115 км, до центра муниципального образования Бирякова — 15 км. Ближайшие населённые пункты — Никольская, Большая, Вакориха.
По переписи 2002 года население составляет 3 человека.